# NOOBees
NOOBees (eigene Schreibweise: N00Bees; zusammengesetzt aus den englischen Wörtern „Noob“ für Neuling und „Bees“ für Bienen) ist eine kolumbianische Telenovela, die im Auftrag von Viacom International Studios von der Produktionsfirma Mediapro Colombia umgesetzt wurde. Die Premiere erfolgte am 17. September 2018 auf Nickelodeon in Lateinamerika. Im deutschsprachigen Raum erfolgte die Premiere am 8. April 2019 auf Nick.

## Handlung
Silvia ist eine naturbegeisterte und leidenschaftliche Basketballspielerin, die gemeinsam mit ihrem Vater Héctor trainiert. Ihre besten Freunde sind Laura und Matt, der heimlich in Silvia verliebt ist, aber Angst hat, es ihr zu sagen. Im Gegensatz zu ihrem Bruder Erick hat Silvia keinerlei Interesse an Videospielen, doch der bemerkt, dass Silvia echtes Gaming-Talent besitzt.
Das E-Sports-Team der „Rockers“ bestand ursprünglich aus Ruth, Lily, Kong, David und Tania. Doch Ruth schaffte es, Tania aus dem Team zuwerfen. Daraufhin überzeugte Pablo seine Schwester Tania, ein eigenes Team zu gründen. Gemeinsam schafften es die beiden, Niko und Erick für ihr Team zu gewinnen. Nach kurzem Zögern tritt dank Erick auch Silvia dem Team bei. Silvia ist auch diejenige, die den Teamnamen „N00Bees“ vorschlägt, der von allen akzeptiert wird. Zudem ernennen sie Laura zu ihren Maskottchen.
Silvia trifft das erste Mal auf David, als sie ihn versehentlich mit einem Basketball abwirft. Als sich Silvia bei David entschuldigt, entwickelt sich gegenseitiges Interesse. Bei Silvias erstem Spiel muss sie gegen David antreten. Als es zu technischen Schwierigkeiten kommt, schaltet Erick kurzweilig den Storm des Übertragungsort ab, um dem Beginn des Spiels hinauszuzögern. Als Silvia mit dem Spiel beginnen will, ist ihre Computermaus verschwunden, so dass sie nicht spielen kann und David automatisch gewinnt. David, der neu an der Schule ist, wird daraufhin zum Gespött in den sozialen Netzwerken, weil jeder denkt, dass Silvia ihn absichtlich gewinnen ließ.
Der Trainer der „N00Bees“ ist Héctor, welcher Roberto, den Trainer der „Rockers“ und Robertas Vater, die neue Spielerin im Team, nicht leiden kann. Silvia entdeckt, dass sie durch die Kopfhörer von Matts Vater Mateo, der vor dreizehn Jahren auf mysteriöse Weise verschwunden ist, die Fähigkeiten ihres Avatars Kosnika im realen Leben erhält, aber auch ihre Nebenwirkungen spürt. Die Kräfte, die Silvia im Laufe der Zeit entwickelt, sind die Fähigkeit Klone von sich zu erstellen, Dinge verschwinden zu lassen, Hypnose, Unsichtbarkeit, Menschen in eine Art Pausenmodus zu versetzen und eine Hyper-Geschwindigkeit. All diese Kräfte bringen Silvia oft in Schwierigkeiten.
Durch ein Versehen wird David von Silvia so hypnotisiert, dass es sich in Ruth verliebt und sie bittet seine feste Freundin zu sein, was diese annimmt. Als Silvia die Hypnose rückgängig machen kann, erinnert er sich an nichts aus dieser Zeit und macht mit Ruth wieder Schluss und geht eine Beziehung mit Silvia ein. Ruth ist enttäuscht und schwört, die beiden auseinanderzubringen. Matt und Norah moderieren die Spiele in einem Broadcast. Norah hegt Gefühle für Matt, dieser ist aber noch immer in Silvia verliebt, weshalb sie sich mit Ruth zusammentut, um Silvia das Leben schwer zu machen. Nebenbei versuchen Silvia und Matt, mehr über das Verschwinden seines Vaters Mateo zu erfahren.
In einer Nebenhandlung sieht man seit Beginn der Serie Mateo in einer virtuellen Realität, aus der er versucht zu entkommen. Er bekommt von der KI „Game Over“ stets Aufgaben gestellt um in ein neues Level zu gelangen. Ihm hilft dabei die virtuelle Biene „Pixie“.
Nachdem Silvia erfährt, dass ihre neuen Fähigkeiten damit zusammen hängen, dass sie sich immer mehr in einen Avatar verwandelt, gesteht sie ihren Eltern was mit ihr passiert. Gemeinsam mit diesen, findet sie heraus, dass Mateo seinerzeit an einem Vorgang gearbeitet hatte, sich völlig in ein Videospiel hineinbeamen zu können. Mateo hatte ebenfalls wie Silvia Kräfte entwickelt. Beim erneuten Aufsetzen des Headsets wird sie zu Mateo in Spiel gebeamt und kann so Kontakt zu ihm aufnehmen. Sie erfahren, dass sie den Spieleentwickler Zigorisco, der einst das Spiel in dem Mateo jetzt steckt programmiert hat, ausfindig machen müssen. Matt, dem dies vorerst verheimlicht wird, benutzt jedoch eines Tages selbst das Headset und entwickelt ebenfalls die Kräfte seines Avatars.

## Figuren
Silvia Rojas ist eine leidenschaftliche Basketballspielerin. Dank ihrem Bruder Erik wurde sie Gamerin der NOOBees. Ihr Avatar ist Kosnika. Als sie die Kopfhörer von Mateo Montero, der Vater von Matt eingesetzt hat, bekam sie außergewöhnliche Kräfte, wie Unsichtbarkeit, Menschen in Pause-Modus versetzen lassen und Hypergeschwindigkeit. Ihre besten Freundinnen sind Tania und Laura. Sie ist in David verliebt.
David Orduz ist der Teamkapitän der Rockers. Sein Avatar ist Kral. Er ist in Silvia verliebt, obwohl sie Rivalen sind. Er kann wunderbar singen und Gitarre spielen. Er ist der beste Freund von Kong.
Ruth Olivera ist eine Gamerin der Rockers. Ihr Avatar ist Oritzo. Sie besitzt ihren eigenen Social-Media-Account und ist mit Lilli gut befreundet. Genau wie Silvia ist sie in David verliebt, weswegen sie und Silvia Rivalen sind.
Matt Montero ist Silvias Freund, der aber ihre Gefühle nicht erwidert. In der Gamerwelt nennt er sich 'Mister M', damit niemand seine Identität kennt, außerdem gründete er sein eigenes Gamerteam um genauso erfolgreich zu werden wie sein Vater. Während er gleichzeitig Caster der VPL war, begann er seine Videospiel Karriere. Da er das als Caster aber nicht durfte, gründete er sein Team und gab niemandem Preis wer er war. Um von niemandem erkannt zu werden, trug er immer während der Spiele eine Maske.
Tania Botero ist die Kapitän der NOOBees und Pablos Zwillingsschwester. Ihr Avatar ist Zadra. Sie war früher Mitglied bei den Rockers, musste sie aber das Team verlassen, um Platz für Roberta zu schaffen. Durch Pablos Rat gründete Tania ein neues Team mit dem Namen NOOBees.
Pablo Botero ist ein Gamer der NOOBees und Tanias Zwillingsbruder. Sein Avatar ist Adoam. Er überzeugte Tania, ein Gamerteam zu gründen. Er hat eine Faszination für Cosplays entwickelt und überlegt, das Team zu verlassen. Er ist Lauras bester Freund.
Niko ist ein Gamer der NOOBees. Sein Avatar ist Anoiram. Er ist der klügste bei den NOOBees und kann mit der Pixie-Biene gut kommunizieren.
Erik Rojas ist ein Gamer der NOOBees und Silvias kleiner Bruder. Ihr Avatar ist Kevelek. Er träumt davon, der beste Videospieler aller Zeiten zu sein, genau wie sein Vater. Er ist mit Roberta gut befreundet. Er nennt Silvia oft Froschgesicht.
Laura Calles ist Silvias beste Freundin. Sie ist ein Maskottchen von den NOOBees. Als ihr bester Freund Pablo das Team NOOBees verlässt, ist sie Pablos Nachfolgerin.
Roberta Barrios ist eine neue Gamerin der Rockers und Davids Cousine. Ihr Avatar ist Zilua. Ihr Vater Roberto forderte sie, bei ihren Team mitzumachen und ersetzte Tania. Sie ist Eriks beste Freundin und ist auch eine leidenschaftliche Skateboarderin.
Lilli ist Ruths beste Freundin und Gamerin der Rockers. Ihr Avatar ist Duna. Sie ist eine leidenschaftliche Ukulelespielerin.
Kong ist ein Gamer der Rockers und Davids bester Freund. Sein Avatar ist Ferbat. Er ist ein lustiger und sensibler Kerl und kommt mit allen gut klar. Seine besondere Eigenschaft ist, dass er es mag seine Freunde zu umarmen.
Norah ist eine Casterin der Videospiele. Sie ist in Matt verliebt. In der 2. Staffel ersetzte sie Tania und ist jetzt eine neue Spielerin der NOOBees.

## Besetzung und Synchronisation
Die deutschsprachige Synchronisation entstand nach den Dialogbüchern von Max Herzog, Petra Rochau und Ila Panke sowie unter der Dialogregie von Iris Artajo durch die Synchronfirma EuroSync in Berlin.

### Hauptfiguren
| Rolle                            | Schauspieler         | Staffel | Synchronsprecher              |
| -------------------------------- | -------------------- | ------- | ----------------------------- |
| Silvia Rojas                     | Michelle Olvera      | 1–2     | Jodie Blank                   |
| David Orduz                      | Andrés de la Mora    | 1–2     | Marco Eßer                    |
| Ruth Olivera                     | María José Vargas    | 1–2     | Victoria Frenz                |
| Matt Montero „Mister M“          | Lion Bagnis          | 1       | Maximilian Artajo             |
| Pablo Botero                     | Kevin Bury           | 1       | Sebastian Fitzner             |
| Tania Botero                     | Ilenia Antonini      | 1       | Sarah Alles                   |
| Nicholas „Niko“                  | Andy Munera          | 1–2     | David Wittmann Henning Nöhren |
| Erick Rojas                      | Brandon Figueredo    | 1–2     | Philip Süß                    |
| Laura Calles                     | Clara Tiezzi         | 1–2     | Marie Hinze                   |
| Roberta Barrios                  | Karol Saavedra       | 1–2     | Samira Jakobs                 |
| Liliana „Lili“                   | Megumi Hasebe        | 1–2     | Luisa Wietzorek               |
| Kevin Orlando Núñez Gómez „Kong“ | Felipe Arcila        | 1–2     | David Brizzi                  |
| Norah                            | Camila Pabón         | 1–2     | Lydia Morgenstern             |
| Rocco                            | Julián Cerati        | 2       | Nicolás Artajo                |
| Athina                           | Karlis Romero        | 2       | Amelie Plaas-Link             |
| Fernanda                         | Ginna Parra          | 2       | Magdalena Höfner              |
| Trueno                           | Alejandro Hidalgo    | 2       | Patrick Keller                |
| Jackie                           | María Fernanda Marín | 2       | Yamuna Kemmerling             |
| Melvin                           | Luis Giraldo         | 2       | Dirk Petrick                  |

### Neben- und Gastfiguren
| Rolle              | Schauspieler                                 | Staffel | Synchronsprecher     |
| ------------------ | -------------------------------------------- | ------- | -------------------- |
| Héctor Rojas       | Luis Fernando Salas                          | 1–2     | Jaron Löwenberg      |
| Roberto Barrios    | Óscar Rodo                                   | 1–2     | Thomas Schmuckert    |
| Marina Gómez       | Nara Gutiérrez                               | 1–2     | Sandrine Mittelstädt |
| Salma de Rojas     | Karen Martínez                               | 1–2     | Melanie Hinze        |
| Mateo Montero      | Lugo Duarte                                  | 1–2     | Florian Hoffmann     |
| Ema de Montero     | Marisol Correa                               | 1       | Iris Artajo          |
| Soledad            | Juliana Velásquez                            | 1–2     | Elinor Eidt          |
| Helen Santiago     | Daniela Velez                                | 1–2     | Ronja Peters         |
| Game Over          | Julian Beltran (1–120) Ian Valencia (71–120) | 1–2     | Bernd Egger          |
| Rufino             | Sergio Herrera                               | 1–2     | Amadeus Strobl       |
| Chemielehrerin     | Diana Motta                                  | 1       |                      |
| Profesor Manuel    | Manuel Prieto                                | 1       | Julian Tennstedt     |
| Mathematiklehrerin | María Irene Toro                             | 1       |                      |
| Sportlehrer        | Eduardo López                                | 1       |                      |
| Kosnika            | Juanita Molina                               | 2       | Patrizia Carlucci    |
| Kral               | Carlos Baez                                  | 2       | Jannik Endemann      |
| Oritzó             | Michelle Orozco                              | 2       | Maximiliane Häcke    |
| Nina Gómez         | Isabella Dominguez                           | 2       | Yenni Vu             |
| Olímpia            | Daniela Perez                                | 2       |                      |
| Anoiram            | Estive Urrutia                               | 2       |                      |
| Adoam              | Stiven Espitia                               | 2       |                      |
| Sasac              | Nicolas Vargas                               | 2       |                      |
| Ferbat             | Jeisen Pacheco                               | 2       |                      |
| Duna               | Camila Mora                                  | 2       | Franziska Trunte     |
| Kevelek            | Daniel Moreno                                | 2       |                      |
| Dorothea „Doris“   | Mónica Uribe                                 | 2       | Cathlen Gawlich      |
| Enzo               | Alejandro Gutierrez                          | 2       |                      |
| Betsy              | Nataly Arbelaez                              | 2       |                      |
| Arturo             | Pablo Rodríguez                              | 2       | Otto Strecker        |

## Ausstrahlung
Lateinamerika
Die Erstausstrahlung der ersten Staffel erfolgte vom 17. September 2018 bis zum 7. Dezember 2018 auf Nickelodeon in Lateinamerika. Die Erstausstrahlung der zweiten Staffel erfolgte in Lateinamerika vom 2. März 2020 bis zum
31. Juli 2020 auf Nickelodeon.
Deutschland
Die deutschsprachige Erstausstrahlung der ersten Staffel erfolgte vom 8. April 2019 bis zum 1. Februar 2020 auf dem Free-TV-Sender Nick. Die deutschsprachige Erstausstrahlung der zweiten Staffel erfolgte vom 12. Oktober 2020 bis 3. September 2021, ebenfalls auf Nick.

### Übersicht
| Staffel | Episoden | Erstausstrahlung Lateinamerika | Erstausstrahlung Lateinamerika | Erstausstrahlung Deutschland | Erstausstrahlung Deutschland |
| Staffel | Episoden | Staffelauftakt                 | Staffelfinale                  | Staffelauftakt               | Staffelfinale                |
| ------- | -------- | ------------------------------ | ------------------------------ | ---------------------------- | ---------------------------- |
| 1       | 60       | 17. September 2018             | 7. Dezember 2018               | 8. April 2019                | 1. Februar 2020              |
| 2       | 60       | 2. März 2020                   | 31. Juli 2020                  | 12. Oktober 2020             | 3. September 2021            |

### Internationale Ausstrahlung

#### Auf Nickelodeon / TeenNick
| Land | Sender                      | Premiere           | Ausstrahlungstitel | Ref.   |
| --- | --------------------------- | ------------------ | ------------------ | ------ |
| Argentinien Bolivien Chile Kolumbien Costa Rica Ecuador El Salvador Guatemala Honduras Nicaragua Mexiko Panama Paraguay Peru Dominikanische Republik Uruguay Venezuela | Nickelodeon Lateinamerika   | 17. September 2018 | N00Bees            | [ 1 ]  |
| Brasilien | Nickelodeon Brasilien       | 4. Februar 2019    | Noobees            | [ 5 ]  |
| Ägypten Libanon Syrien Irak Saudi-Arabien Bahrain Kuwait Jemen Oman Katar Jordanien Palästina Algerien Libyen Marokko Tunesien Mauretanien                             | Nickelodeon Arabien         | 8. Februar 2019    | Noobees            | [ 6 ]  |
| Italien | TeenNick Italien            | 11. Februar 2019   | Noobees            | [ 7 ]  |
| Südafrika | Nickelodeon Afrika          | 18. Februar 2019   | Noobees            | [ 8 ]  |
| Spanien | Nickelodeon Spanien         | 25. Februar 2019   | Noobees            | [ 9 ]  |
| Portugal | Nickelodeon Portugal        | 25. Februar 2019   | Noobees            | [ 10 ] |
| Deutschland | Nick Deutschland            | 8. April 2019      | NOOBees            | [ 2 ]  |
| Frankreich | Nickelodeon Teen Frankreich | 30. März 2020      | NOOBees            | [ 11 ] |

#### Auf anderen Sendern
| Land      | Sender         | Premiere        | Ausstrahlungstitel | Ref.   |
| --------- | -------------- | --------------- | ------------------ | ------ |
| Kolumbien | RCN Televisión | 6. Oktober 2018 | Noobees            | [ 12 ] |
| Bolivien  | Red ATB        | 20. Januar 2019 | Noobees            |        |